# Lily of the Valley (film 1914)
Lily of the Valley è un cortometraggio muto del 1914 diretto da Wilfrid North.

## Produzione
Il film fu prodotto dalla Vitagraph Company of America.

## Distribuzione
Distribuito dalla General Film Company, il film - un cortometraggio in due bobine - uscì nelle sale cinematografiche statunitensi il 22 agosto 1914.